# بيندا
بيندا (توفي 15 نوفمبر 655) كان ملك مرسيا في القرن السابع الميلادي، وهي مملكة أنجلو سكسونية من عهد الممالك السبعة تقع في وسط إنجلترا حاليا. وكان بيندا وثنيا في وقت كانت فيه المسيحية تنتشر في كثير من الممالك الأنجلوساكسونية، واستولى على وادي سيفرن ‏ في عام 628 بعد معركة سيرنسست ‏ر قبل المشاركة في هزيمة إدوين ملك نورثمبريا القوي في معركة هاتفيلد تشيس ‏ في 633.
بعد تسع سنوات، هزم بيندا وقتل خليفة خليفة ادوين، وهو أوزوالد، في معركة مسرفيلد؛ من هذه النقطة كان بيندا أقوى الحكام الأنجلو ساكسون في ذلك الوقت، ووضع الأسس لسيادة مملكة مرسيا على الممالك السبعة. هزم الإنجليز الشرقيين عدة مرات ودفع كينوال ملك ويسيكس للهروب إلى المنفى لمدة ثلاث سنوات. وواصل شن حرب ضد برنيسيا. تعرض لهزيمة ساحقة من قبل خليفة أوزوالد وشقيقه، الملك أوزوي، وقتل في معركة وينوايد عندما شن حملته الأخيرة ضد برنيسيا، وذلك بعد ثلاثة عشر عاما من معركة مسرفيلد.

## حياته
وصل بيندا للعرش في عام 626 ولكن يشك إن كان قد حكم مملكة نورثمبريا حتى العام 633 وهي السنة التي هزم وقتل فيها إدوين ملك نورثمبريا. ووفقا للتواريخ الأنكلوساكسونية كان عمره عندما مات 80 عاما لكن الدلائل عن حروبه وأعمار أبنائه وأقاربه تجعل من هذا الرقم مستحيلا.

## حروب بيندا
تذكر التواريخ عن معركة بينه وبين مملكة وسكس في عام 628 في سايرنسستر، وفي عام 633 قام هو وكيدوالا بالإطاحة بإدوين في هاتفيلد ولكن بعد أن قام أوزوالد بهزيمة الملك الويلزي في هيفينفيلث عام 634 بدا أن مرسيا أصبحت خاضعة لنورثمريا، وفي عام 642 قام بيندا بقتل أوزوالد في معركة وقعت بمكان يدعى مسرفيلد.
قام بالهجوم على نورثمبريا وقام بعدة غارات بها وكاد ينجح في إحدى المرات باحتلال بامبورو، ثم طرد كينوال ملك وسكس من عرشه بعد طلق أخته، وفي عام 654 هاجم أنغليا الشرقية وقتل ملكهم أنا. في عام 654 أو 655 غزا نورثمبريا رغم محاولات أوزوي بأن يرشيه ليبتعد، فهزم بيندا وقتل على ضفاف وينواد.

## مميزات عهده
في عهد بيندا كانت المقاطعات التي تحيط بتشيشاير وشروبشاير وهيرفوردشاير قد وقعت تحت سيطرة مرسيا، ووضع ابنه بيدا أميرا مستقلا على إنكلترا الوسطى، ورغم أنه كان وثنيا فقد سمح لابنه كينبرغ بالزواج من ألخفريث ابنة أوزوي وفي عهده دخلت المسيحية إلى وسط إنكلترا عن طريق ابنه بيدا.